# 石塚太喜治
石塚 太喜治（いしづか たきじ、1908年7月5日 - 1994年8月8日）は、日本の美術史研究者、美術教育者、洋版画家。太平洋戦争中から戦後にかけて活動した。

## 生涯

### 生い立ち
千葉県山辺郡東金町（現・東金市）に父・石塚留吉、母・きせの長男として生まれる。生家は津軽藩士の出自といわれるが、父の代では瓦屋を営み裕福な家ではなかった。幼少の頃からその才能を見込まれ、教育の機会を得た。
千葉県立成東中学校（現・千葉県立成東高等学校)から第六高等学校文科乙類に進む。中学時代より油絵の制作を始める。六高では独語部に入り、部長の山岡望教授の下で昭和三年度と四年度に委員を務める。東京帝国大学文学部美学美術史学科に進学して1933年3月に卒業した。卒業論文は、「十九世紀以降の欧州絵画」と題し、作品に即して絵画の本質的要素として色彩の発展を詳細に把握し、近代絵画の本質をこれまでの絵画と比較して歴然と明確にしたものだった。大学では藤懸静也に師事する。高等学校以降は井上育英会の支援を得て勉学した。また、学業の傍ら、二科会の「番衆技塾」において熊谷守一、安井曾太郎に、また橋本八百二絵画研究所にて橋本に師事した。
大学卒業後、東洋芸術の神髄の探求の必要を感じ、1938年4月に東京帝国大学大学院に進み、論文「東洋画における線の研究」を提出して1939年3月に修了した 。大学院生までの時期には版画家として、西田半峰が編集する『エッチング』誌（日本エッチング研究所）に、「少女」（銅版画：1934年12月第26号）、「靴下」（銅版画：1937年9月第59号）、「古き舶造船場」（銅版画：1938年10月第72号）が掲載されており、同誌には、今純三とともに、長期の連載をもった。その後、1938年日本版画協会展第7回版画展に「北国の小港」（エッチング）を出品している。

### 大学院修了後
1939年6月、外務省文化事業部より留学生として選抜され、中華民国臨時政府の支配する北平（現・北京市）に赴き東洋画の研究を続けた。北京大学講師、北京育成学校副校長を経て、1940年9月16日に北平芸術専科学校（北京芸術専科学校、現・中央美術学院）に異動、教授となった。研究者として東洋画における線の本質を究め、東西両洋の芸術研究の立場から、新しい芸術学及び芸術史の分野を開拓することをめざした。また、北京育成学校副校長、北京芸術専科学校教授に加え興亜美術展覧会の審査員を委嘱される等、中華民国における美術家の育成に携わった。この間、1941年6月第2回日本エッチング展覧会（資生堂ギャラリー）に北平より「造船場」を出品している。日本版画奉公会にも1943年5月の発足時より会員として加入している。
終戦後の1946年に家族とともに日本に引き揚げ、千葉県山武郡東金町に帰郷する。帰国後は、藤懸の推薦をもって、千葉大学、日本女子大学にて講師の職を得た。一方、美術貿易の振興についても藤懸と相談の上で準備を進めたが、資金難で中止を余儀なくされた。
その頃、近所の子供たちの絵を見ていたところ、1947年の第一回全国子供美術展で複数が特選を得たことから、自宅に石塚画塾を開くとともに東金小学校（1974年廃校）に招かれ絵の指導をすることとなった。その指導は、アカデミックな画風ではなく、自由にのびのび描かせてそれぞれの個性を活かすことに重点をおいた。1948年には前記美術展の入選者が70余名（全国で約350名)、1949年にも70名を越し、1950年には84名の大量入選者を出し、全国一の絵画学校として名を挙げ、5年連続で最優秀校表彰された。
1952年6月28日の千葉県銚子市政20周年記念式典で9名の特別自治功労者に贈呈された肖像画を油彩で描いている。
1957年4月、それまでの研究で身に付けた美術及び油彩画の知識と技術を生かした日本的絵画としての油彩風景画確立を目指し、美術史研究者としての地位を捨てて日本全国の風景を描く油彩画家となる。この際、家族（妻および二男五女）と離別した。後に再婚し、後妻と日本全国を自動車で巡りながら、風景画を制作した。しかし、1960年代に脳溢血に罹患して車椅子生活となり、長い闘病生活を送った。
1994年8月8日、東京都文京区にて死去。戒名は桂月院照喜信士。

## 著書等

### 単行本
- 『中国文具考』（中華民国にて出版）[4]
- 『玉工藝』（同上）[4]

### 論文等
- 「十九世紀以降の欧州絵画」（東京帝国大学卒業論文：1933年）
- 「ムンク」（クルツ・グラーゼル著）翻訳（「エッチング」誌に43回連載）[25]
- 「東洋画における線の研究」（東京帝国大学大学院修了論文：1939年）
- 「美術教育について」：1950年11月「小六教育技術」（小学館）P17-19

## 主な収蔵作品
- 和歌山県立近代美術館「紀三井寺風景」(油彩画F10号）（1963年）
- 宮崎県都城市立美術館「霧島」（油彩画10号）[26]
- 大分県別府市美術館「風景（志高）」（油彩画12号）[27]
- 大分県中津市長室「福沢諭吉旧邸」（油彩画8号）[28]
- 富山県庁本館「氷見風景」（油彩画P10号）（1966年7月）
- 佐賀県佐賀市秘書課「風景」（油彩画）
- 三重県伊賀市美術博物館準備室「飛騨の秋色」